# Team Jorge
Team Jorge és el nom que es dona a una organització formada per israelians especialitzats en l'ús d'operacions cibernètiques malignes, com ara la pirateria informàtica, el sabotatge i les campanyes de desinformació a les xarxes socials gestionades per grups de robots per manipular els resultats de les eleccions. L'organització també va manipular la Consulta sobre la independència de Catalunya del 9 de novembre de 2014.
El grup va rebre l'atenció pública el febrer de 2023 després de la investigació d'un consorci de periodistes d'investigació que formen part de l'Organized Crime and Corruption Reporting Project (OCCRP) i liderat per Le Monde, Der Spiegel i El País. L'organització fa dues dècades que està activa i presumeix d'haver manipulat més de 30 eleccions arreu del món, moltes d'elles a l'Àfrica, però també Amèrica del Sud i Central, els EUA i Europa.
Les seves activitats es van revelar després d'una operació de tres periodistes encoberts que es van fer passar com a possibles clients filmant interaccions amb Tal Hanan —líder del grup i antic agent de les forces especials israelianes— a Tel Aviv el 2022 en què va explicar el funcionament intern de l'organització. El sobrenom de Tal Hanan al grup és "Jorge", d'aquí el nom.

## Història
Es diu que l'organització existeix des de la dècada del 2000 i s'ha dedicat a activitats de propaganda i desinformació a més de 30 països. Segons el líder del grup, Tal Hanan, els seus serveis estan destinats a les agències d'intel·ligència governamentals, els moviments de campanyes polítiques i les empreses privades que volen manipular l'opinió pública i passar desapercebudes. Una de les eines principals de l'organització és un paquet de programari anomenat Advanced Impact Media Solutions o Aims. Mitjançant aquest programari, és possible controlar milers de perfils de xarxes socials falsos en llocs web com Twitter, LinkedIn, Facebook, Telegram, Gmail, Instagram i YouTube. El grup també utilitza tècniques de pirateria per a forçar comptes de víctimes potencials. A més, no només treballa en l'àmbit digital, sinó que el saboteig de les campanyes ha arribat a enviar joguines sexuals a casa de polítics per generar problemes de parella, entre d'altres.
El grup té sis oficines a tot el món, amb la seva seu a Modi'in-Maccabim-Re'ut, una ciutat a 35 quilòmetres al sud-est de Tel-Aviv. Entre les persones que treballen per a aquesta organització hi ha el germà de Tal Hanan, Zohar Hanan (conegut amb l'àlies Nick), descrit com el cap executiu del grup.

### Investigació
Les activitats de Team Jorge es van revelar després d'una operació de tres periodistes que es van fer passar com a possibles clients filmant interaccions amb Tal Hanan —líder del grup i antic agent de les forces especials israelianes— a Tel Aviv el 2022 en què va explicar el funcionament intern de l'organització.
En les converses filtrades, Tal Hanan presumia d'haver interferit en 33 campanyes presidencials, 27 de les quals amb resultats positius per a la facció que els va contractar. Els correus electrònics filtrats a The Guardian mostren que el Team Jorge va estar en contacte amb Cambridge Analytica el 2015 i el 2017 per campanyes polítiques a Àfrica i Amèrica del Sud. Cambridge Analytica és l'empresa acusada d'influir en la victòria de Donald Trump del 2016. El 2022, durant la reunió amb els periodistes encoberts, Tal Hanan va mostrar que va poder piratejar els comptes d'Itumbi, un responsable digital de William Ruto durant les eleccions generals de Kenya d'aquell any.
Els documents filtrats van revelar que Team Jorge, juntament amb Cambridge Analytica, van treballar per manipular les eleccions nigerianes del 2015.
Le Monde va trobar que l'equip Jorge havia diversos segments que Rachid M'Barki, un presentador de televisió francès de BFM TV, va emetre sense l'aprovació de l'editor, possiblement en nom de governs estrangers. Va ser suspès el gener de 2023 enmig de la investigació dels equips internacionals d'investigació. Un membre de Team Jorge va suggerir als periodistes que el grup estava darrere d'un reportatge de notícies de BFM TV que parlava de l'efecte de les sancions contra els oligarques russos en la indústria del iot de luxe de Mònaco.
Entre els processos participatius manipulats per Team Jorge hi ha la Consulta sobre la independència de Catalunya del 9 de novembre de 2014. Precisament el Govern de la Generalitat en aquell moment va denunciar que les peticions d'informació s'havien multiplicat el dia de la consulta per 60.000 respecte a un dia corrent i l'atac va posar en risc l'accés a la sanitat pública catalana.